# Winner Take All (1932)
Winner Take All (bra: Tudo ou Nada) é um filme pre-Code estadunidense de 1932, do gênero drama, dirigido por Roy Del Ruth, e estrelado por James Cagney e Marian Nixon. O roteiro de Wilson Mizner e Robert Lord foi baseado no conto "133 at 3" (1921), de Gerald Beaumont.
O filme também apresenta George Raft conduzindo uma banda, em uma única cena que havia sido retirada de "Queen of the Night Clubs", um filme anterior e perdido. Cagney e Raft não co-estrelariam uma produção juntos novamente até "Each Dawn I Die", sete anos depois.
As filmagens das cenas de luta do filme foram usadas 52 anos depois, na performance final de Cagney no telefilme "Terrible Joe Moran" (1984), que também contou a história de um ex-boxeador.

## Sinopse
O jovem boxeador Jimmy Kane (James Cagney), descansando em Rosario Ranch, no Novo México, conhece a jovem viúva Peggy Harmon (Marian Nixon), ex-cantora de boate. Ela eventualmente se apaixona por ele, e ele por ela também. Quando Jimmy descobre que ela terá que interromper o tratamento do filho doente porque não receberá o pagamento do seguro, Jimmy participa de uma luta acirrada em Tijuana para conseguir os US$ 600 que ela precisa. As marcas e machucados mostram a Peggy de onde o dinheiro veio. Ao voltar para a cidade, depois de novos triunfos, Jimmy conhece Joan (Virginia Bruce), uma mulher loira e provocante da Alta Sociedade.

## Elenco
- James Cagney como Jimmy Kane
- Marian Nixon como Peggy Harmon
- Guy Kibbee como Pop Slavin
- Dickie Moore como Dickie Harmon
- Virginia Bruce como Joan Gibson
- Alan Mowbray como Forbes
- Esther Howard como Ann
- Clarence Muse como Rosebud, treinador de Jimmy
- Ralf Harolde como Legs Davis, vendedor do anel de diamante
- John Roche como Roger Elliot
- Texas Guinan como Ela mesma (clipe de "Queen of the Night Clubs")
- George Raft como Líder da Banda (clipe de "Queen of the Night Clubs")
- Gabby Hayes como Estagiária (não-creditada)